# Sphyraena
Sphyraena is een geslacht van straalvinnige vissen uit de familie barracuda's (Sphyraenidae).

## Soorten
- Sphyraena acutipinnis Day, 1876
- Sphyraena afra Peters, 1844
- Sphyraena argentea Girard, 1854
- Sphyraena barracuda (Edwards, 1771) – Grote barracuda
- Sphyraena borealis DeKay, 1842
- Sphyraena chrysotaenia Klunzinger, 1884
- Sphyraena ensis Jordan & Gilbert, 1882
- Sphyraena flavicauda Rüppell, 1838
- Sphyraena forsteri Cuvier, 1829
- Sphyraena guachancho Cuvier, 1829
- Sphyraena helleri Jenkins, 1901
- Sphyraena iburiensis Doiuchi & Nakabo, 2005
- Sphyraena idiastes Heller & Snodgrass, 1903
- Sphyraena intermedia Pastore, 2009
- Sphyraena japonica Bloch & Schneider, 1801
- Sphyraena jello Cuvier, 1829
- Sphyraena lucasana Gill, 1863
- Sphyraena novaehollandiae Günther, 1860
- Sphyraena obtusata Cuvier, 1829
- Sphyraena picudilla Poey, 1860 – Rondsnoek
- Sphyraena pinguis Günther, 1874
- Sphyraena putnamae Jordan & Seale, 1905
- Sphyraena qenie Klunzinger, 1870 – Donkervinbarracuda
- Sphyraena sphyraena (Linnaeus, 1758) – Zeesnoek
- Sphyraena tome Fowler, 1903
- Sphyraena viridensis Cuvier, 1829
- Sphyraena waitii Ogilby, 1908